# Kika Superbruja y don Quijote de la Mancha
Kika Superbruja y don Quijote de la Mancha (Hexe Lilli und der Ritter auf Zeitreise en alemán) es un cuento infantil escrito por el escritor alemán Knister. Es el libro número 12 de la serie de libros de Kika Superbruja, escrita toda por Knister.

## Argumento
Kika posee un libro de magia gracias al cual puede hacer cosas increíbles. Kika está leyendo el libro de Don Quijote de la Mancha en su habitación. De repente su hermano pequeño Dani entra en su habitación muy nervioso y le dice que jugando a ser caballero ha roto un jarrón que les regaló su tía Hortensia y que teme que su madre le castigue y se enfade mucho con él. Entonces Kika le dice que romper un jarrón no es para tanto, que hay cosas mucho peores. La madre de los dos llega a casa en ese momento y al enterarse de que han roto el jarrón se alegra porque dice que le parecía horrible, que solo le tenía a la vista para que la tía Hortensia pensara que le gustaba. Entonces cuenta a Dani y a Kika que ha estado en los grandes almacenes de la ciudad y que ha ocurrido una cosa muy rara: Un hombre montado a caballo ha entrado en los almacenes destrozando todo a su paso, diciendo tonterías y causando el caos, y la policía no ha podido detenerle.
Kika se pone nerviosa porque se da cuenta de que aquel caballero loco es Don Quijote, que está en el siglo XXI por su culpa. Kika trajo al caballero al mundo real mediante un conjuro de su libro de magia. Entonces ocurrió que el caballero se extrañó cuando vio a Kika leer el libro de magia (pues en su época no era normal que las mujeres supieran leer) y se lo intentó arrebatar, ocurrió que una página del libro se rompió y acabó en manos de Don Quijote, el cual la leyó y desapareció.
Entonces Kika decide ir a buscar a Don Quijote. Se encierra en su habitación y coge una hebilla que se le cayó al caballero la última vez que estuvo en el siglo XXI. Gracias a la hebilla y a su conjuro de "El Salto de Bruja" se traslada automáticamente al lado del caballero. Éste le dice que Sancho se quedó en un mercado cerca de los grandes almacenes y la devuelve la página del libro de magia. Como Don Quijote y Sancho tienen que estar juntos para desaparecer Kika va a su casa, consigue dos bicicletas y parte con Don Quijote hacia el mercado. Don Quijote se estrella contra un coche debido al mal control de la bicicleta y a que lo confunde con un monstruo maligno. Entonces Don Quijote es llevado a un hospital y Kika a una comisaría para decir a los policías los datos personales de Don Quijote. Kika se escapa de la comisaría y consigue ir al hospital donde está Don Quijote y se va con él a buscar a Sancho al mercado. Después de encontrar a éste se van a buscar a Rocinante, al cual habían dejado atado a un árbol. Don Quijote arma un lío en la feria de la ciudad pero finalmente Kika consigue devolver a Don Quijote, Rocinante y Sancho a su dimensión y regresa a su casa con "El Salto de Bruja". Ese mismo día llega a casa de Kika su tía Hortensia y les dice que ha conseguido un jarrón igual al que rompió Dani y que se lo regala.

## Trucos del final del libro
Como todos los libros de la serie, Kika Superbruja y don Quijote de la Mancha posee dos trucos al final del libro:
- Picatostes al estilo don Quijote.
- Los fantasmas del tren de la bruja.

## Curiosidades
Kika Superbruja y don Quijote de la Mancha cuenta el segundo encuentro de Kika con don Quijote, otro libro de Knister, Kika Superbruja y Dani: El loco caballero, cuenta el primer encuentro de Kika con este.